# 철성의숙 축구단
철성의숙 축구단(鐵城義塾蹴球團)은 일제강점기 조선 경상남도 고성군에 있었던 축구 선수단이다.

## 시즌별 성적
| 시즌 | 대회                             | 참가 | 경기 | 승 | 무 | 패 | 득 | 실 | 차 | 승점 | 순위    |
| ---- | -------------------------------- | ---- | ---- | -- | -- | -- | -- | -- | -- | ---- | ------- |
| 1922 | 동아일보 마산지국 전조선축구대회 | 10   | 1    | 0  | 0  | 1  | 0  | 6  | -6 |      | 1라운드 |

## 참고 문헌
- “스포츠지원포털 등록 현황”. 대한체육회.
- “대한체육회 국내종합경기대회”. 대한체육회.
- “KFA 통합경기정보 시스템”. 대한축구협회.
- 《대한체육회 50년》. 대한체육회. 1970. 2020년 11월 8일에 원본 문서에서 보존된 문서. 2022년 11월 5일에 확인함.
- 《대한체육회 70년사》. 대한체육회. 1990. 2020년 11월 8일에 원본 문서에서 보존된 문서. 2022년 11월 5일에 확인함.
- 《대한체육회 90년사》. 대한체육회. 2011. 2020년 11월 8일에 원본 문서에서 보존된 문서. 2022년 11월 5일에 확인함.
- 대한체육회 100주년 기념사업부 (2020). 《대한민국 체육 100년》. 대한체육회.
- 《韓國蹴球百年史(한국축구백년사)》. 대한축구협회. 1986.